# Thang đo Danjon

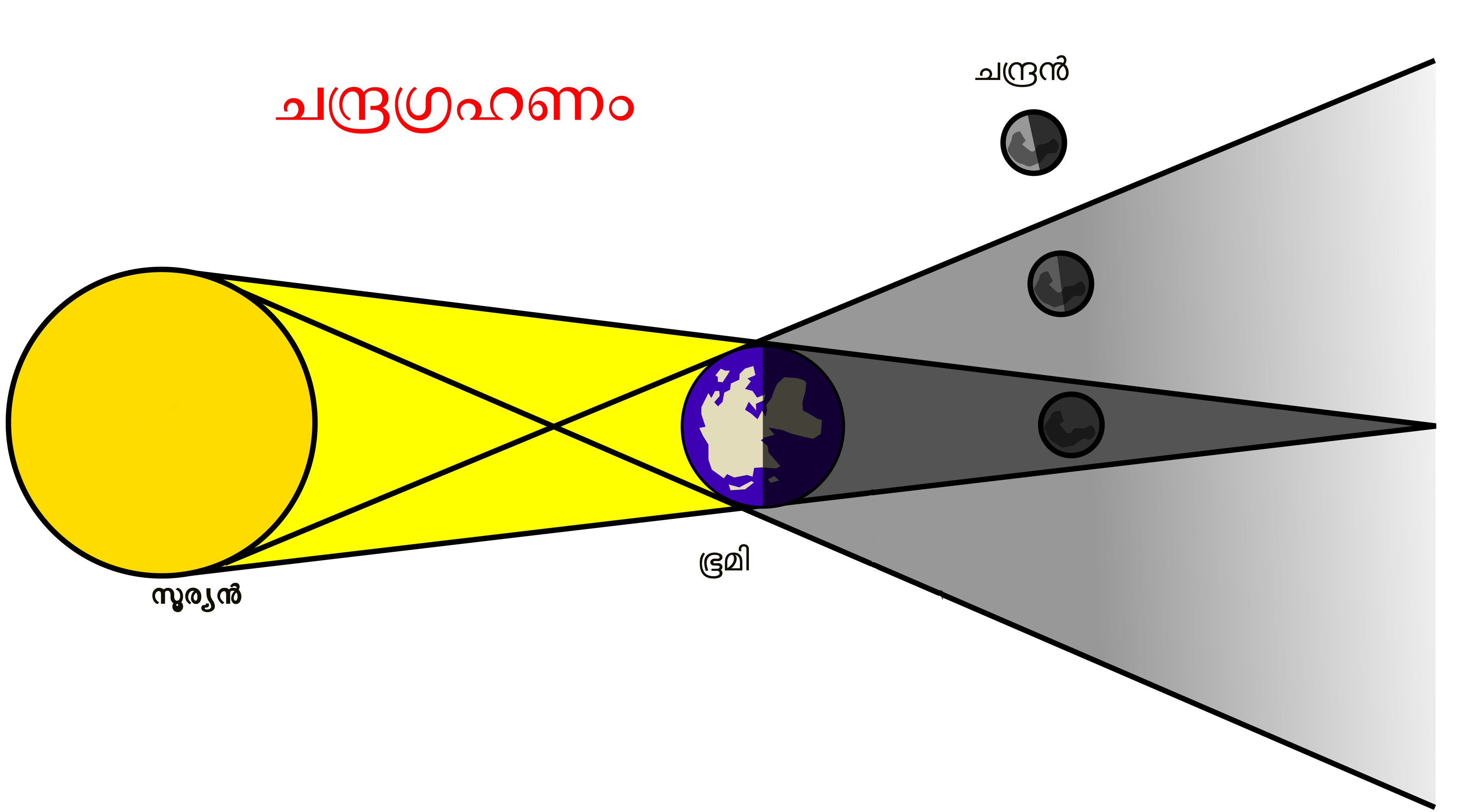
Hình ảnh mô tả hiện tượng che khuất của nhật thực

Thang đo Danjon là thang đo năm điểm hữu ích để đo sự xuất hiện và độ sáng của Mặt trăng khi xảy ra nguyệt thực. Nó được đề xuất bởi André-Louis Danjon vào năm 1921, khi nói rằng độ sáng của nguyệt thực có liên quan đến chu kỳ mặt trời. Xếp hạng của nhật thực theo tỷ lệ theo truyền thống được ký hiệu bằng chữ L.

## Thang đo
Thang đo được xác định như sau: 
| Giá trị L | Miêu tả                                                                                               |
| --------- | --- |
| 0         | Nhật thực rất tối. Mặt trăng gần như vô hình, đặc biệt là lúc nhật thực lớn nhất.                     |
| 1         | Nhật thực tối, màu xám hoặc nâu. Phân biệt chi tiết khó khăn.                                         |
| 2         | Nhật thực màu đỏ đậm hoặc rỉ sét. Bóng trung tâm rất tối, trong khi rìa ngoài của rốn tương đối sáng. |
| 3         | Nhật thực màu đỏ gạch. Bóng của vùng tối thường có vành sáng hoặc màu vàng.                           |
| 4         | Nhật thực màu đỏ đồng hoặc cam rất sáng. Bóng Umbral có vành màu xanh, rất sáng.                      |

## Xác định giá trị của L
Xác định giá trị của L đối với nhật thực được thực hiện tốt nhất gần giữa tổng bằng mắt thường. Thang đo là yếu tố chủ quan, và các nhà quan sát khác nhau có thể xác định các giá trị khác nhau. Ngoài ra, các phần khác nhau của Mặt trăng có thể có các giá trị L khác nhau, tùy thuộc vào khoảng cách của chúng từ tâm vùng bóng tối của Trái đất.

## Các yếu tố ảnh hưởng đến giá trị của L
Nhiều yếu tố có thể ảnh hưởng đến sự xuất hiện của Mặt trăng khi xảy ra nguyệt thực. Con đường của Mặt trăng xuyên qua vùng bóng tối của Trái đất rất quan trọng, nhưng điều kiện hiện tại của bầu khí quyển Trái đất cũng vậy. Trong khi bóng của Trái đất ngăn chặn bất kỳ ánh sáng trực tiếp nào chiếu vào Mặt trăng trong nguyệt thực, một số ánh sáng bị khúc xạ qua bầu khí quyển của Trái đất tạo cho Mặt trăng một màu đỏ.
Lượng ánh sáng khúc xạ ảnh hưởng đến độ sáng của mặt trăng ở giữa nhật thực và điều này phụ thuộc vào một số yếu tố. Các vụ phun trào núi lửa là một trong những vụ phun trào quan trọng nhất - phun ra lượng tro núi lửa đáng kể vào không khí thường kéo theo vài năm nhật thực đỏ thẫm, sâu thẳm. Ảnh hưởng của vụ phun trào núi Pinatubo đối với nguyệt thực sau đó là rất đáng chú ý, với nhật thực ngày 9 tháng 12 năm 1992 đánh giá 0 trên thang Danjon bởi nhiều nhà quan sát.
Người ta cũng nghĩ rằng chu kỳ mặt trời có một số ảnh hưởng đến bóng tối của nguyệt thực - thực sự Danjon đã thiết lập thang đo cho lý do này.